# Ziemia pełczycka
Ziemia pełczycka – kraina historyczna w zachodniej Polsce leżąca w granicach województwa zachodniopomorskiego. Jej stolicą są Pełczyce. Historycznie część wschodniej Brandenburgii (Nowej Marchii), posiada również silne związki z Pomorzem Zachodnim, do którego pierwotnie należała.
Pierwsze wzmianki o osadnictwie na ziemi pełczyckiej (Terra Bernstein) pochodzą z lat 1230-1240. Od 1279 aż do 1478 region ten zmieniał przynależność państwową by ostatecznie stać się częścią Nowej Marchii.

## Herb
Herbem ziemi pełczyckiej był na tarczy dwudzielnej w pas, w polu górnym srebrny poługryf na czerwonym tle, w polu dolnym błękitno-złota szachownica. Po utracie Pełczyc na rzecz Brandenburgii herb ten został przypisany innemu pomorskiemu terytorium, księstwu wołogoskiemu.